# Тодор Атанасов (футболист)
Вижте пояснителната страница за други личности с името Тодор Атанасов.
Тодор Стефанов Атанасов (31 март 1954 – 8 ноември 2020), известен с прякора Барона, е български футболист, полузащитник. Основната част от кариерата му преминава в Черно море (Варна), където има статута на клубна легенда. Майстор е на изпълнението на преки свободни удари, с невероятно добър ляв крак.

## Кариера
Родом от Казанлък, Атанасов израства в школата на местния клуб Розова долина, където впоследствие играе 5 години в първия отбор.
През лятото на 1977 г. на 23-годишна възраст Атанасов преминава в ЦСКА (София). Дебютира за „армейците“ на 19 август 1977 г., в 3-тия кръг на сезон 1977/78, при победа с 5:2 у дома срещу Ботев (Враца). Записва пълни 90 минути и бележи четвъртия гол за ЦСКА в срещата. Атанасов остава два сезона в отбора, в които обаче рядко намира място в състава. Записва общо 13 мача с 3 гола в А група и 3 мача в турнира за Купата на УЕФА.
През лятото на 1979 г. Атанасов преминава в Черно море (Варна), като остава в клуба през следващите 10 години. Има 375 мача и 75 гола - 257 мача с 49 гола в А група и 118 мача с 26 гола в Б група.
Изиграл е 1 мач за Б националния и 1 мач за младежкия национален отбор.